# 37T busz (Győr)
A győri 37T jelzésű autóbusz a Zechmeister utca, Rába-part és a Marcalváros, Kovács Margit utca között közlekedik, kizárólag november 1-jén. A járatot a Volánbusz üzemelteti.

## Közlekedése
Kizárólag november 1-jén közlekedik, 30 percenként. A buszokra fejenként 2 db koszorút lehet díjmentesen felvinni.

## Útvonala
| Marcalváros, Kovács Margit utca felé | Zechmeister utca, Rába-part felé |
| --- | --- |
| Zechmeister utca, Rába-part – Zechmeister utca – Jókai utca – Szent István út – Baross Gábor híd – Baross Gábor út – Wesselényi utca – Buda utca – Tihanyi Árpád út – Vasvári Pál utca – Szent Imre út – – – Bakonyi út – Mécs László utca – Marcalváros, Kovács Margit utca | Marcalváros, Kovács Margit utca – Mécs László utca – Bakonyi út – – Szent Imre út – Vasvári Pál utca – Tihanyi Árpád út – Eszperantó út – Bartók Béla út – Hunyadi utca – Baross Gábor híd – Szent István út – Aradi vértanúk útja – Virágpiac tér – Zechmeister utca – Zechmeister utca, Rába-part |

## Megállóhelyei
| 0  | Zechmeister utca, Rába-part végállomás                          | 17 | 1, 1A, 2B, 8, 8B, 9, 9A, 11, 14, 14B, 17, 17B, 19, 19A, 29, CITY | Virágpiac tér, Karmelita Rendház, Karmelita templom, Bécsi kapu tér, Víziszinpad, Arrabona Áruház |
| 2  | Honvéd liget (↓) Aradi vértanúk útja, szökőkút (↑) Városközpont | 15 | 1, 1A, 2, 2B, 5, 5B, 5R, 6, 7, 8, 8B, 9, 9A, 11, 12, 12A, 14, 14B, 15, 15A, 17, 17B, 19, 19A, 21, 21B, 22, 22A, 22B, 22Y, 29, 30, 30A, 30B, 30Y, 31, 31A, 37, 38, 38A, 42, CITY Távolsági járatok S10 G10 , IC, InterRégió, EC, EN, ER, gyorsvonat, expresszvonat, | Győr Városháza, 2-es posta, Honvéd liget, Révai Miklós Gimnázium, Földhivatal, Megyeháza, Győri Törvényszék, Büntetés-végrehajtási Intézet, Richter János Hangverseny- és Konferenciaterem, Vízügyi Igazgatóság, Zenés szökőkút, Bisinger József park, Kormányablak |
| 4  | Buda utca (↓) Bartók Béla út, munkaügyi központ (↑)             | 13 | 1, 1A, 2, 2B, 5, 5B, 5R, 6, 7, 9, 9A, 19, 19A, 21, 21B, 37, 38, 38A | Helyközi autóbusz-állomás, Munkaügyi központ, ÉNYKK Zrt. forgalmi iroda, Leier City Center |
| ∫  | Nádor aluljáró                                                  | 11 | 19, 19A, 37 | LIDL, ÉNYKK Zrt., Vám- és Pénzügyőrség Regionális Ellenőrzési Központ, Deák Ferenc Szakközépiskola |
| 6  | Malom liget                                                     | 10 | 9, 9A, 11, 11Y, 15, 19, 19A, 32, 34, 36, 37 | Malom liget |
| 7  | Török István utca                                               | 9  | 11, 11Y, 15, 37 | Kossuth Zsuzsanna Leánykollégium, Vásárcsarnok |
| 9  | Tihanyi Árpád út, kórház                                        | 8  | 2, 2B, 11, 11Y, 14, 14B, 25, 32, 34, 36, 37, 38, 38A | Petz Aladár Megyei Oktató Kórház, Vuk Óvoda, Fekete István Általános Iskola, Kassák úti Bölcsőde |
| 10 | Vasvári Pál utca, kórház, főbejárat                             | 6  | 6, 11, 11Y, 14, 14B, 23, 23A, 24, 25, 26, 28, 32, 34, 36, 37 | Petz Aladár Megyei Oktató Kórház, Győr Plaza, Nemzeti Adó- és Vámhivatal Nyugat-dunántúli Regionális Bűnügyi Igazgatósága |
| 12 | Szent Imre út, Nádas Ernő utca                                  | 5  | 5, 5B, 5R, 14B, 37 | |
| 13 | Nádorvárosi köztemető                                           | 4  | 14B, 20Y, 32, 34, 36, 37 | Nádorvárosi köztemető |
| 15 | 83-as út, Szentlélek templom                                    | 2  | 20Y, 32, 34, 36, 37 | Nádorvárosi köztemető, Szentlélek templom, Győri Műszaki Szakképzési Centrum Pattantyús-Ábrahám Géza Ipari Szakgimnáziuma és Szakközépiskolája |
| 17 | Marcalváros, Kovács Margit utca végállomás                      | 0  | 1, 1A, 11, 11Y, 14, 14B, 21, 21B, 22, 22A, 22B, 22Y, 23, 23A, 24, 25, 26, 28, 42 | LIDL, TESCO, GYSZSZC Krúdy Gyula Gimnáziuma, Két Tanítási Nyelvű Középiskolája, Turisztikai és Vendéglátóipari Szakképző Iskolája, Arany János Általános Iskola |